# Einschaltung (Zeitrechnung)
Die Einschaltung oder Interkalation in der Zeitrechnung (von lateinisch intercalatio „Zwischenschaltung“ oder „Einschiebung“) ist der Einschub einer bestimmten Zeiteinheit (Schalttag, Schaltmonat) bei Sonnen- oder Mondkalendern oder gebundenen Mondkalendern, um das Kalenderjahr den beobachtbaren beziehungsweise messbaren Phasen der Gestirne anzupassen. Die Jahre, in denen eine solche Einschaltung passiert, werden Schaltjahre genannt (im Gegensatz dazu: Gemeinjahre). Ein Sonderfall ist die moderne Schaltsekunde, die sich nicht auf Kalender, sondern die Uhrzeit innerhalb eines Tages bezieht.
Ein praktisch anwendbarer Kalender muss zur Handhabung eine ganzzahlige Tageszahl aufweisen (z. B. 365 oder 366 Tage), den ein Sonnenjahr zum Beispiel mit seinen ca. 365 1⁄4 Tagen nicht aufweist. Ziel der Einschaltung ist es, eine Anpassung der geforderten Ganzzahligkeit des Kalenders mit der nichtganzzahligen Tageszahl des Sonnenjahrs zu erreichen.

## Was wird eingeschaltet?
Wenn von einem Schaltmonat, einem Schalttag oder einer Schaltsekunde die Rede ist, so ist damit meistens genau diese Zeitspanne (Monat, Tag, Sekunde) gemeint, die extra hinzukommt. Ist hingegen von einem Schaltjahr die Rede, so ist damit kein zusätzliches Jahr gemeint, sondern eben nur ein Jahr, das sich durch zusätzliche (Schalt-)Tage oder (Schalt-)Monate von einem Gemeinjahr unterscheidet.
| Kalendersystem (Auswahl)          | Grundlage         | Was wird im Schaltjahr eingeschaltet? | Was wird im Schaltjahr eingeschaltet? |
| --------------------------------- | ----------------- | ------------------------------------- | ------------------------------------- |
| Julianischer Kalender             | solar             | ―                                     | Schalttag                             |
| Gregorianischer Kalender          | solar             | ―                                     | Schalttag                             |
| Orthodoxer Kalender               | solar             | ―                                     | Schalttag                             |
| Französischer Revolutionskalender | solar             | ―                                     | Schalttag                             |
| Islamischer Kalender              | lunar             | ―                                     | Schalttag                             |
| Römischer Kalender                | lunisolar         | Schaltmonat                           | ―                                     |
| Jüdischer Kalender                | lunisolar         | Schaltmonat                           | ―                                     |
| Chinesischer Kalender             | solar + lunisolar | Schaltmonat                           | ―                                     |
| Bahai-Kalender                    | solar             | ―                                     | 4 bis 5 Schalttage                    |

## Weitere Beispiele
Im gregorianischen Kalender wird alle vier Jahre ein Schalttag eingeschoben, in bestimmten Jahrhundertjahren, die nicht durch 400 teilbar sind (wie 1700, 1800, 1900, 2100 …) dagegen nicht.
Ein anderes Beispiel ist der jüdische Kalender, ein Lunisolarkalender, auch gebundener Mondkalender genannt. Er berücksichtigt sowohl das Sonnenjahr mit seinen 365 1⁄4 Tagen, das keine ganze Zahl lunarer Monate mit 29 1⁄2 Tagen liefert, als auch das Mondjahr. Hier wird z. B. in bestimmten Jahren ein 13. Schaltmonat eingeschoben, um den Kalender den Anforderungen eines Mondkalenders anzupassen. Ein gewöhnliches Jahr hat also 12 Monate, ein Schaltjahr hat 13 Monate. Auch die Interkalation toter Tage ist hier eine Möglichkeit.
Bereits der römische Kalender (anfänglich ein Lunarkalender, später ein Lunisolarkalender) arbeitete mit Schaltzeitspannen: dem dies intercalaris (Schalttag) und dem mensis intercalaris (Schaltmonat) innerhalb eines annus intercalaris (Schaltjahres). Es ergaben sich Jahreslängen von 355, 377, 355 und 378 Tagen innerhalb eines Schaltjahreszyklus.
Der Bahai-Kalender enthält genügend Interkalationstage (normalerweise 4 oder 5) vor dem letzten Monat (علاء, ʿalāʾ), um sicherzustellen, dass das folgende Jahr am März-Tagundnachtgleiche beginnt. Diese sind als Aiyam-e Ha' bekannt.